# Castillo Santa Barbara
Castillo Santa Barbara är ett monument i Spanien.   Det ligger i provinsen Provincia de Las Palmas och regionen Kanarieöarna, i den sydvästra delen av landet, 1 500 km sydväst om huvudstaden Madrid. Castillo Santa Barbara ligger 429 meter över havet.
Terrängen runt Castillo Santa Barbara är kuperad österut, men västerut är den platt. Castillo Santa Barbara ligger uppe på en höjd. Runt Castillo Santa Barbara är det ganska glesbefolkat, med 47 invånare per kvadratkilometer. Närmaste större samhälle är Arrecife, 10,5 km söder om Castillo Santa Barbara. Omgivningarna runt Castillo Santa Barbara är i huvudsak ett öppet busklandskap.